# 今井信雄
今井 信雄（いまい のぶお、1917年 - 2009年）は、日本の国文学者。信州白樺派教員に関する研究の第一人者である。

## 略歴
長野県諏訪郡長地村（現・岡谷市）出身。長野県諏訪中学校（現・長野県諏訪清陵高等学校・附属中学校）を経て、國學院大学卒業。長野県内の小中高校教諭を経て、1948年成城学園中学校高等学校教諭。指揮者小澤征爾の中学の担任となり、小澤が指揮者の道に進んだのは今井の進言が影響した。成城短期大学（のちの成城大学短期大学部）助教授を経て、同短期大学教授、同短期大学学長。1983年退官、同短期大学名誉教授。

## 著書

### 単著
- 『近代戯曲』市ケ谷出版社 文芸読本 1950年
- 『「白樺」の周辺 信州教育との交流について』信濃教育会出版部 1975年（第4回平林たい子文学賞評論部門候補作）
- 『この道を往く 漂泊の教師赤羽王郎』講談社 1988年

### 共著
- 柳田國男『生活のさまざま』伊東一夫共編 蓼科書房 ワールド文庫 1949年